# Golden Boy (cena)
Golden Boy (v překladu Zlatý chlapec) je fotbalové ocenění, které je udělováno sportovními novináři zvolenému mladému hráči do 21 let, jenž působí v některé z nejvyšších fotbalových evropských lig. Cena byla založena v roce 2003 italskými novinami Tuttosport.
Každý ze zúčastněných novinářů může nominovat 5 hráčů, 10 bodů udělí dle svého uvážení nejlepšímu z nich, 7 bodů druhému, 5 bodů třetímu, 3 body čtvrtému a 1 bod pátému.
Na hlasování se podílí tisk z 20 evropských zemí. Další noviny, které jsou v ocenění angažovány jsou např. francouzské L'Équipe a France Football, britské The Times, nizozemské De Telegraaf, španělské As, Marca a El Mundo Deportivo, portugalské A Bola a Record, německé Bild a Kicker, řecké Ta Nea, ruské Pressing Agency, chorvatské Slobodna Dalmacija, ukrajinské Sport Express, rumunské Gazeta Sporturilor a další.

## Přehled vítězů
| Rok  | Hráč                            | Země        | Klub                              | Liga                             |
| ---- | ------------------------------- | ----------- | --------------------------------- | -------------------------------- |
| 2003 | Rafael van der Vaart            | Nizozemsko  | Ajax Amsterdam                    | Eredivisie                       |
| 2004 | Wayne Rooney                    | Anglie      | Manchester United FC              | Premier League                   |
| 2005 | Lionel Messi                    | Argentina   | FC Barcelona                      | Primera División                 |
| 2006 | Cesc Fàbregas                   | Španělsko   | Arsenal FC                        | Premier League                   |
| 2007 | Sergio Agüero                   | Argentina   | Atlético Madrid                   | Primera División                 |
| 2008 | Anderson Luís de Abreu Oliveira | Brazílie    | Manchester United FC              | Premier League                   |
| 2009 | Alexandre Pato                  | Brazílie    | AC Milán                          | Serie A                          |
| 2010 | Mario Balotelli                 | Itálie      | FC Inter Milán Manchester City FC | Serie A Premier League           |
| 2011 | Mario Götze                     | Německo     | Borussia Dortmund                 | Německá Bundesliga               |
| 2012 | Isco                            | Španělsko   | Málaga CF                         | Primera División                 |
| 2013 | Paul Pogba                      | Francie     | Juventus FC                       | Serie A                          |
| 2014 | Raheem Sterling                 | Anglie      | Liverpool FC                      | Premier League                   |
| 2015 | Anthony Martial                 | Francie     | AS Monaco FC Manchester United FC | Ligue 1 Premier League           |
| 2016 | Renato Sanches                  | Portugalsko | Benfica Lisabon FC Bayern Mnichov | Primeira Liga Německá Bundesliga |
| 2017 | Kylian Mbappé                   | Francie     | AS Monaco FC Paris Saint-Germain  | Ligue 1                          |
| 2018 | Matthijs de Ligt                | Nizozemsko  | AFC Ajax                          | Eredivisie                       |
| 2019 | João Félix                      | Portugalsko | Benfica Atlético Madrid           | Primeira Liga La Liga            |
| 2020 | Erling Haaland                  | Norsko      | BVB Dortmund                      | Bundesliga                       |
| 2021 | Pedri                           | Španělsko   | FC Barcelona                      | La Liga                          |
| 2022 | Gavi                            | Španělsko   | Barcelona                         | La Liga                          |
| 2023 | Jude Bellingham                 | Anglie      | Borussia Dortmund Real Madrid     | Bundesliga La Liga               |
| 2024 | Lamine Yamal                    | Španělsko   | FC Barcelona                      | La Liga                          |

| Počet vítězů podle zemí |      |
| Země                    | Ceny |
| Španělsko               | 5    |
| Francie                 | 3    |
| Anglie                  | 3    |
| Argentina               | 2    |
| Brazílie                | 2    |
| Portugalsko             | 2    |
| Nizozemsko              | 2    |
| Itálie                  | 1    |
| Německo                 | 1    |